# Глорія Котник
Глорія Котник (1 червня 1989 , Словень Градець ) — словенська сноубордистка, бронзова призерка Олімпійських ігор 2022 року.

## Олімпійські ігри
| Рік  | Місто                     | ПС  | ПГС |
| ---- | ------------------------- | --- | --- |
| 2010 | Ванкувер, Канада          | Н/Д | 27  |
| 2014 | Сочі, Росія               | 23  | 24  |
| 2018 | Пхьончхан, Південна Корея | Н/Д | 15  |
| 2022 | Пекін, Китай              | Н/Д | 3   |